# Hakkenden
Hakkenden é um anime baseado no livro Nansou Satomi Hakkenden, um grande clássico do século XIX, escrito por Kyokutei "Bakin" Takizawa.

## Sinopse
Japão, época do Xogunato Muromachi.
O clã Satomi está a beira da fome e pede ajuda a família rival, o clã Anzai, mas este responde com o envio de 2000 tropas para aniquilar de vez o clã Satomi, que é obrigado a se refugiar no castelo Takita.
Atordoado pelo desespero da fome e da derrota iminente, o Lorde Satomi Yoshizane, líder do clã Satomi, comenta em tom de brincadeira com seu cão Yatsufusa : "Traga-se a cabeça de Anzai Kagetsura (líder do clã Anzai), e eu lhe darei a mão de minha filha em casamento".
Acreditando em seu dono, o cão Yatsufusa vai para a frente de batalha e retorna com a cabeça de Anzai, e sem opções, Lorde Satomi entrega sua filha, Princesa Fuse, ao cão Yatsufusa.
Yatsufusa e Fuse tiveram o casamento e todo o resto, e como Fuse não aceitava a ideia de ter filhos de um cão, ela se matou. Assim seus oito filhos na forma espiritual reencarnam alguns anos depois, cada um com uma Esfera Sagrada em seu corpo.
Cada uma dessas esferas representam uma das Oito Virtudes do Confuccionismo.
Cada um dos filhos representará uma virtude e lutará pela justiça na província de Awa.